# Выборы главы города Абакана (2018)
Выборы главы города Абакана состоялись в Абакане 9 сентября 2018 года в единый день голосования. Срок полномочий избранного мэра — 5 лет.

## Ключевые даты
- 19 июня 2018 года Абаканская городская дума назначила выборы на 9 сентября 2018 года — единый день голосования.
- 8 сентября — день тишины.
- 9 сентября — день голосования.

## Выдвинутые кандидаты
Городская избирательная комиссия приняла документы у семи кандидатов. В итоге зарегистрированы были 6 кандидатов.
| Выдвинутые кандидаты          | Выдвинутые кандидаты                                                                      | Выдвинутые кандидаты                      | Выдвинутые кандидаты                    | Выдвинутые кандидаты                | Выдвинутые кандидаты |
| Кандидат                      | Деятельность/должность (на момент выдвижения)                                             | Субъект выдвижения                        | Статус                                  | Дата подачи документов о выдвижении | Дата регистрации     |
| ----------------------------- | ----------------------------------------------------------------------------------------- | ----------------------------------------- | --------------------------------------- | ----------------------------------- | -------------------- |
| Иван Леонидович Аксёнов       | предприниматель, директор ООО «Терра»                                                     | самовыдвиженец                            | утративший статус выдвинутого кандидата | 26 июня                             | —                    |
| Николай Генрихович Булакин    | действующий мэр Абакана                                                                   | «Единая Россия»                           | зарегистрирован                         | 5 июля                              | —                    |
| Сергей Александрович Ербягин  | председатель правления Национальной Ассоциацис "Союз Жилищных накопительных кооперативов" | Российская экологическая партия «Зелёные» | зарегистрирован                         | 11 июля                             | —                    |
| Василий Александрович Мельцер | предприниматель, заместитель директора ООО «Крез»                                         | самовыдвиженец                            | зарегистрирован                         | 2 июля                              | —                    |
| Анастасия Яковлевна Мох       | индивидуальный предприниматель                                                            | КПРФ                                      | зарегистрирован                         | 29 июня                             | —                    |
| Ирина Викторовна Тангаева     | предприниматель, заместитель директора ООО "Велнс Плюс"                                   | «Коммунисты России»                       | зарегистрирован                         | 5 июля                              | —                    |
| Андрей Викторович Эртель      | помощник адвоката Джасура Насруллаева                                                     | ЛДПР                                      | зарегистрирован                         | —                                   | —                    |

## Результаты
| Место                       | Место                       | Кандидат                    | Партия                      | Голосов | %       |
| --------------------------- | --------------------------- | --------------------------- | --------------------------- | ------- | ------- |
|                             | 1.                          | Николай Булакин             | Единая Россия               | 35 323  | 77,63 % |
|                             | 2.                          | Анастасия Мох               | КПРФ                        | 4028    | 8,85 %  |
|                             | 3.                          | Андрей Эртель               | ЛДПР                        | 2044    | 4,49 %  |
|                             | 4.                          | Сергей Ербягин              | Зелёные                     | 1388    | 3,05 %  |
|                             | 5.                          | Ирина Тангаева              | Коммунисты России           | 1057    | 2,32 %  |
|                             | 6.                          | Василий Мельцер             | Самовыдвижение              | 372     | 0,82 %  |
| Действительных бюллетеней   | Действительных бюллетеней   | Действительных бюллетеней   | Действительных бюллетеней   | 44 212  | 97,16 % |
| Недействительных бюллетеней | Недействительных бюллетеней | Недействительных бюллетеней | Недействительных бюллетеней | 1292    | 2,84 %  |
| Всего                       | Всего                       | Всего                       | Всего                       | 45 504  | 100 %   |
|                             |                             |                             |                             |         |         |
| Явка                        | Явка                        | Явка                        | Явка                        | 45 504  | 35,44 % |
| Общее число избирателей     | Общее число избирателей     | Общее число избирателей     | Общее число избирателей     | 128 385 |         |